# Apicia mediosignata
Apicia mediosignata là một loài bướm đêm trong họ Geometridae.